# Školní výlet
Školní výlet je český film režiséra Petra Šíchy z roku 2012, který pojednává o partě spolužáků, kteří jsou pozváni na pobyt do lázní.
Při tomto pobytu však zažívají mnoho peripetií, vtipných situací i osobních dramat. Souběžně s tím se odehrává příběh mladého zlodějíčka (hraje ho Jan Bendig), který nastoupí do luxusního lázeňského hotelu jako kuchař a prožije tam svou první velkou lásku, když se zamiluje do krásné pokojské.